# Un viatge de deu metres
Un viatge de deu metres (títol original en anglès: The Hundred-Foot Journey) és una pel·lícula de 2014, dirigida per Lasse Hallström i protagonitzada per Helen Mirren, Om Puri, Manish Dayal i Charlotte Le Bon. La pel·lícula és una adaptació cinematogràfica de la novel·la Madame Mallory and the Little Indian Chef escrita per Richard C. Morais. Floyd Cardoz va ser consultor culinari per aquest film, en el qual es fusionen les cuines francesa i índia. La pel·lícula es va doblar al català.

## Argument
La família Kadam de Bombai decideix emprendre un viatge a Europa a la recerca d'una vida millor. Arribats a Sent Antonin, al sud de França, la família decideix obrir un restaurant fent servir les seves tradicions culinàries. El jove Hassan resulta ser un xef expert, però el restaurant de família es troba fent la competència al Les Saule Pleureur, propietat de l'austera Madame Mallory, xef de fama internacional premiada per la Guia Michelin. Comença així una "guerra" culinària i cultural entre dos diverses realitats, però amb el temps comença una forta amistat i Madame Mallory guiarà Hassan cap als secrets de la cuina francesa.

## Repartiment
- Helen Mirren: Madame Mallory
- Om Puri: Abbu "Papa" Kadam
- Manish Dayal: Hassan Kadam
  - Rohan Chand: jove Hassan Kadam
- Charlotte Le Bon: Marguerite
- Amit Shah: Mansur
- Farzana Dua Elahe: Mahira
- Dillon Mitra: Mukthar
- Aria Pandya: Aisha Begum
- Michel Blanc: Mayor
- Shuna Lemoine: esposa del Major
- Clément Sibony: Jean-Pierre
- Juhi Chawla: Ammi "Mama" Kadam
- Vincent Elbaz: Paul

## Distribució
La pel·lícula va ser distribuïda en les sales cinematogràfiques estatunidenques el 8 agost de 2014 per Touchstone Pictures.

## Reconeixement
- 2015 - Premis Globus d'Or
  - Nominació Globus d'Or a la millor actriu musical o còmica a Helen Mirren[4]